# Manoir Saint-Ouen
Le manoir Saint-Ouen est un édifice en partie détruit, datant des XVIe et XVIIe siècles et situé à Rots, en France.

## Localisation
Le monument est situé dans le département français du Calvados, dans le bourg de la commune déléguée de Rots, à 50 mètres à l'est de l'église Saint-Ouen.

## Architecture
La salle de la grange aux dîmes subsistante est inscrite au titre des monuments historiques depuis le 21 juin 1927.